# Bygdøy
Bygdøy ali Bygdø je polotok na zahodni strani Osla na Norveškem. Upravno spada Bygdøy v okrožje Frogner; zgodovinsko je bil Bygdøy del občine Aker in leta 1948 postal del Osla.
Bygdøy je priljubljeno rekreacijsko območje in je med najbolj modnimi stanovanjskimi območji na Norveškem, kjer so najdražje nepremičnine v vsej državi. Bygdøy je tudi dom petih narodnih muzejev in kraljevega posestva. Premožne družine Christianije so v 18. in 19. stoletju pridobile podeželske hiše v Bygdøyu; do 19. stoletja je Bygdøy postal priljubljen med bogatimi v regiji glavnega mesta in so ga naselili izključno bogati in njihovi služabniki.

## Turizem
Bygdøy ima parke in gozdove ter plaže, vključno z navadno in nudistično plažo Huk. Leta 1885 je bilo v Bygdøyu le 111 hiš; danes je večina ogromnih vrtov razdeljenih na manjše zaplate zemlje, zaradi česar je Bygdøy večinoma stanovanjsko območje, vendar ohranja profil vrhunske demografije. Tu so tudi kraljevo posestvo Bygdøy (Bygdøy kongsgård), uradna poletna rezidenca norveškega kralja, in Oscarshall, kjer je galerija kraljice Joséphine. Veliki deli območja, kot je kraljevo posestvo Bygdøy, so zaščiteni pred gradnjo.
Po cunamiju v Indijskem oceanu leta 2004 je norveška vlada dala pobudo za spomenik žrtvam katastrofe. Spomenik je na zahodni obali Bygdøya in ga je 19. oktobra 2007 uradno odkril kralj Harald V. Norveški.

## Muzeji
Bygdøy je mesto petih muzejev:
- Muzej Kon-Tiki (Kon-Tiki Museet) – hrani eksponate iz odprav Thora Heyerdahla[5]
- Norveški muzej kulturne zgodovine (Norsk Folkemuseum) – muzej na prostem s stavbami, preseljenimi iz mest in podeželja[6]
- Muzej vikinških ladij (Vikingskipshuset) – hrani ladje Oseberg, Gokstad in Tune[7]
- Norveški pomorski muzej (Norsk Maritimt Museum) – razstava o obalni kulturi in pomorski zgodovini[8]
- Muzej Fram (Frammuseet) – kraj ladje Fram, ki jo je uporabljal Roald Amundsen[9]

## Etimologija
Ime je iz nordijskih časov (Bygðey). Prvi element je bygð 'zgrajeno okrožje' (območje s hišami in prebivalci) – v nordijskih časih je bil to edini naseljen otok v notranjem delu Oslofjorda. Zadnji element je ey 'otok'. (Bygdøy je bil prvotno otok, vendar je postal polotok zaradi postglacialnega odboja.)
Otok je pripadal cistercijanskemu samostanu v Hovedøyi, vendar ga je leta 1532 zaplenila krona. Ime je bilo nato spremenjeno v Ladegaardsøen. Prvi element tega novega imena je bil ladegård, kar pomeni 'kmetija, ki daje dohodek graščini (tukaj trdnjava Akershus)'. Zadnji element -øen je danska končna oblika ø ali 'otok'. Staro ime je bilo oživljeno leta 1877. Najprej se je pisalo Bygdø, od leta 1918 pa uradno Bygdøy. Vendar ima ime Bygdø raje veliko njegovih prebivalcev in drugih prebivalcev Zahodnega konca.